# Liodessus bordoni
Liodessus bordoni är en skalbaggsart som beskrevs av Pederzani 2001. Liodessus bordoni ingår i släktet Liodessus och familjen dykare. Inga underarter finns listade i Catalogue of Life.